# Глейзер Герш Ісаакович
Глейзер, Герш Ісаакович (нар. 12.07.1904 — пом. 17.04.1967) — молдовський, радянський математик, педагог та історик математики, кандидат педагогічних наук.

## Біографія
Народився 12 липня 1904 року у містечку Секуряни (Секурянська волость) Хотинського повіту Бессарабської губернії, нині м. Сокиряни Чернівецької області. Закінчив гімназію в Кишиневі, навчався на фізико-математичному відділенні Віденського університету, у 1929 році закінчив математичне відділення Римського університету Ла Сапієнца. Працював учителем математики у Сокирянах, Маркулештах, Бєльцах. У 1940—1948 роках — завідувач кафедри математики Кишинівського державного педагогічного інституту ім. Іона Крянге. Викладав у Кишинівському державному університеті. З 1948 — доцент на фізико-математичному відділенні Тираспольського педагогічного інституту, в 1952—1963 завідувач заснованої ним кафедри математики і методики викладання математики цього інституту; організував також кафедру геометрії, елементарної математики і методики їх викладання. Помер 17 травня 1967 року у Кишиневі.

## Книги
- История математики в средней школе (пособие для учителей). М.: Просвещение, 1964 и 1970.
- Istorizmul în predarea matematicii (историзмул ын предаря математичий), тт. 1—3 (на молдавском языке). Кишинёв: Лумина, 1966.
- История математики в школе. IV—VI классы. — М.: Просвещение, 1981. — 239 с. Перевод на литовский язык — Каунас: Швиеса, 1985.
- История математики в школе. VII—VIII классы. — М.: Просвещение, 1982. — 240 с. Перевод на литовский язык — Каунас: Швиеса, 1986.
- История математики в школе. IX—X классы. — М.: Просвещение, 1983. — 351 с.

## Переклади на інші мови
- История на математиката в училище (на болгарском языке). София: Народна просвета, 1966.

Беседи по история на математиката: 1, 2 и 3 (на болгарском языке). София: Народна просвета, 1983.
- Мектептегі математика тарихы: 4—6 кластар: Мұғалімдерге арналған құрал (на казахском языке). Алматы: Мектеп, 1985.
- Gleizer G. I. Povijest matematike za školu (на хорватском языке). — Загреб: Školske novine i HMD, 2003.
- グレイゼルノスウガクシ　グレイゼルの数学史 1—3 (Gureizeru no sūgakushi 1—3, на японском языке). — Токио: Ootake Shuppan, 1997 (тт. 1—2), 2006 (т. 3).